# Кристенсен, Мадс Бек
Мадс Кристенсен, Мадс Бек Кристенсен (дат. Mads Christensen; род. 3 ноября 1984, Фредериксхавн, Северная Ютландия) — датский хоккеист. Защитник клуба «Фредериксхавн Уайт Хокс» и сборной Дании. Выступал на чемпионатах мирах мира (2005, 2008, 2010).
Выступал за «Фредериксхавн Уайт Хокс» с сезона 2000—2001 и сыграл 311 матчей.
Выступал в составе основной сборной Дании  и сыграл 18 матчей. В 2005, 2008, 2010 годах был на чемпионатах мира и принял участие в 6 матчах. 
Трижды играл на чемпионате мира среди юниоров до 20 лет и дважды на чемпионате мира до 18 лет за сборную Дании. 